# Horrebow (cràter)
Horrebow és un cràter d'impacte lunar situat en la costa nord de la Mare Frigoris, just al sud de la plana emmurallada del cràter J. Herschel. A l'oest de Horrebow apareix el cràter Robinson.

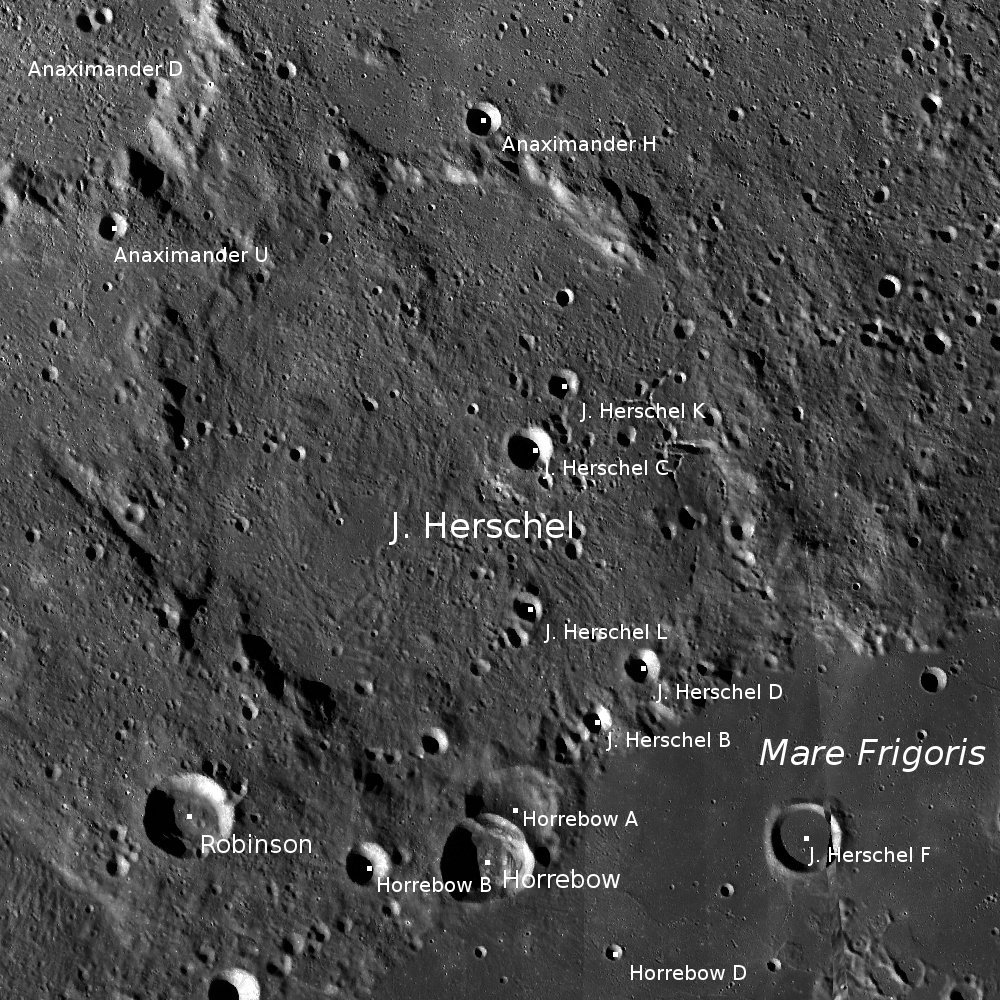
Localització de Horrebow

És aproximadament circular, però té una paret interna més estreta al llarg dels costats est i sud-est que en qualsevol altra part al voltant del perímetre. Les parets interiors han sofert despreniments, formant un vorell al voltant de la base del talús. El sòl interior és circular, però està desviat cap a l'est a causa de l'asimetria de la paret. El brocal del cràter té una vora afilada i no s'ha erosionat significativament.
Horrebow es troba sobre la part sud-oest d'un altre cràter de grandària similar designada Horrebow A. Aquest cràter satèl·lit també s'uneix a la vora sud-est de J. Herschel.

## Cràters satèl·lit
Per convenció aquests elements s'identifiquen en els mapes lunars col·locant la lletra en el costat del punt mitjà del cràter que està més proper a Horrebow.
|          | \| Horrebow \| Coordenades \| Diàmetre \| \| -------- \| ------------------------------------ \| -------- \| \| A \| 59° 12′ N, 40° 24′ O / 59.2°N,40.4°O \| 25 km \| \| B \| 58° 42′ N, 42° 42′ O / 58.7°N,42.7°O \| 13 km \| \| C \| 56° 54′ N, 36° 00′ O / 56.9°N,36.0°O \| 5 km \| \| D \| 57° 54′ N, 38° 42′ O / 57.9°N,38.7°O \| 5 km \| \| G \| 59° 42′ N, 41° 42′ O / 59.7°N,41.7°O \| 8 km \| |          |
| Horrebow | Coordenades | Diàmetre |
| A        | 59° 12′ N, 40° 24′ O / 59.2°N,40.4°O | 25 km    |
| B        | 58° 42′ N, 42° 42′ O / 58.7°N,42.7°O | 13 km    |
| C        | 56° 54′ N, 36° 00′ O / 56.9°N,36.0°O | 5 km     |
| D        | 57° 54′ N, 38° 42′ O / 57.9°N,38.7°O | 5 km     |
| G        | 59° 42′ N, 41° 42′ O / 59.7°N,41.7°O | 8 km     |